# Jindřiška Pavlicová
Jindřiška Pavlicová, nebo také Jindra Pavlicová (* 30. září 1943, Praha) je česká zdravotní sestra. Zasloužila se o rozvoj středního zdravotnického školství a je autorka učebnic pro zdravotní sestry a didaktických materiálů pro pedagogy ve zdravotnictví. Byla členkou prezidia České asociace sester a hlavní sestrou Ministerstva zdravotnictví ČR. 
Dne 28. října 2008 byla oceněna medaili Za zásluhy III. třídy. 

## Život
Narodila se v Praze a protože její otec měl neshody s komunistickým režimem, rozhodl se emigrovat do zahraničí. Společně se svou matkou a starší sestrou se pokusily odstěhovat za otcem. Byly však zadrženy pohraniční stráží a matka šla do vězení. Proto od šesti let vyrůstala u tety a strýce čtyři roky v Českých Budějovicích. Po matčině propuštění z vězení se vrátily zpět do Prahy. Jako dítě politického vězně měla problém s výběrem povolání, a tak díky pomoci třídní učitelky šla studovat na zdravotní sestru.
Po vystudování dostala umístěnku do Fakultní nemocnice 2 na Karlově na neurologické klinice. V roce 1968 uspěla ve výběrovém řízení na staniční sestru a přesunula se z Karlova na Strahov. Po nástupu docenta Alberta Válka zde pracovala na hemodialyzačním středisku, které se stalo školicím centrem pro nově vznikající dialyzační centra. Ve své funkci proškolila desítky sester v teorii i praxi nefrologické a dialyzační ošetřovatelské péče a byla též školitelkou začínajících lékařů. Ve stejné funkci pokračovala i jako vrchní sestra v IKEM. Její zásluhou se sestry v Československu staly od roku 1973 členkami evropské asociace EDTNA/ERCA. Od roku 1991 byla hlavní sestrou Ministerstva zdravotnictví ČR, kterou vykonávala do roku 2001. Ve své funkci zajistila například pomaturitní specializační studium v nefrologii, které bylo možné studovat od 1. září 1993.
Napsala řadu odborných knih a je spoluautorkou první učebnice pro nefrologii. Byla členkou prezidia České asociace sester, kterou také reprezentovala v zahraničí. Podílela se na řadě akcí a zasedávala v komisi pro přezkušování sester pro získání registrace. Za svou práci byla u příležitosti oslav výročí vzniku Československa 28. října 2008 vyznamenána prezidentem Václavem Klausem medailí Za zásluhy III. třídy v oblasti výchovy a školství.

## Ocenění
- Sestra roku (2000)
- Medaile Za zásluhy III. stupně (2008)
- Čestné členství v České nefrologické společnosti (2̥013)